# Labod (ozvezdje)
Labod (latinsko Cygnus) je ozvezdje severne nebesne poloble in eno od 88 sodobnih ozvezdij, ki jih je priznala Mednarodna astronomska zveza. Bilo je tudi eno od Ptolemejevih 48 ozvezdij. Zaradi vzorca glavnih zvezd, ga včasih imenujejo Severni križ (v nasprotju z Južnim križem).
Koordinati:  20h 37m 12s, +42° 01′ 48″